# 瑞輪寺 (台東区)
瑞輪寺（ずいりんじ）は、東京都台東区谷中4-2-5にある日蓮宗の本山（由緒寺院）。山号は慈雲山。旧本山は身延山久遠寺。潮師法縁。

## 沿革
- 1591年（天正19年） - 馬喰町に瑞輪寺が創建される。
- 1601年（慶長6年） - 神田に移転。
- 1649年（慶安2年） - 現在地に移転。
- 1856年（安政3年） - 台風によって諸堂が被害を受ける。
- 1868年（明治元年） - 上野戦争により全山焼失。以降再建を図る。
- 2006年（平成18年）4月 - 中本山から本山（由緒寺院）に昇格

- 塔頭として浄延院、躰仙院、正行院、久成院、本妙院がある。
- 江戸十大祖師の一つとして、除厄・安産飯匙の祖師と称される。
- 江戸時代は身延山久遠寺の善立寺（足立区）、宗延寺（杉並区）と並ぶ江戸触頭であった。

現住は57世井上日修貫首（港区長耀寺より晋山）。潮師法縁縁頭寺。

## 押尾川の乱
この寺は大相撲関係者や相撲ファンの間では、いわゆる押尾川の乱の舞台になった場所として有名である。1975年3月28日に当時の二所ノ関親方（8代、元大関佐賀ノ花）が亡くなったが、この時点では後継者が決まっておらず、押尾川親方（17代、元大関大麒麟）が「師匠に後を託された」として後継者として名乗りを上げるが、他にも既に分家独立していた大鵬親方（一代年寄、元横綱大鵬）や当時現役の金剛（最高位関脇）も名乗りを上げており、すぐには決着がつきそうに無かったので、とりあえず部屋付親方としては最長老である湊川親方（10代、元前頭筆頭十勝岩）が暫定的に9代目二所ノ関親方となった。
後継者争いがこじれて長期化したため、大鵬親方は後継者候補から降りたが、大おかみ（佐賀ノ花の妻）が後継者に金剛を望んでおり、押尾川親方には継がせない意志を持っていたために問題が複雑化、同年9月場所前に金剛が佐賀ノ花の娘と結婚し、婿養子となることで後継者に正式決定した。これに納得がいかない押尾川親方は、自身を支持する力士16名とともに分家独立を願い出るが、やはり大おかみが全く許そうとせず、そのため押尾川親方は弟子16名とともに決起、二所ノ関部屋を飛び出してこの寺に籠城するという実力行使に打って出る事態となった。この緊急事態にも、相撲協会は「一門内で解決せよ」として積極的介入を避ける考えであったために、門内の実力者である花籠親方（11代、元前頭3枚目大ノ海）が調停に向けて動き、9月場所後に押尾川部屋創設と弟子16名中6名の移籍を認めることで決着がついた（なお、この時移籍を認めらなかった天龍は間もなく引退してプロレスに転向する）。

## 寺宝など
- 釈迦如来座像（台東区指定有形文化財） - 正徳2年（1712年）14世乗妙院日感の代に勧請されたもの。
- 鐘楼堂 - 元和年間の8世日住の代に、徳川家光の寄進により建立されたもの。
- 大久保主水墓（東京都指定旧跡）
- 大沼枕山墓（台東区指定・登載文化財）

## 潮師法縁
六牙院日潮上人を縁祖として飯高檀林より発生した法縁で、現在の日蓮宗の中では最大の法縁。瑞輪寺を縁頭寺として以下の本山が所属している。
- 小湊山誕生寺（大本山）
- 光明山孝勝寺
- 塚原山根本寺
- 開本山妙顕寺
- 妙厳山本覚寺

## 交通アクセス
- 千代田線千駄木駅より徒歩約9分（経路案内）。
- 山手線日暮里駅下車徒歩11分（経路案内）。

## 参考資料
- 日蓮宗寺院大鑑編集委員会『宗祖第七百遠忌記念出版 日蓮宗寺院大鑑』 大本山池上本門寺 (1981年)
- 『日蓮宗新聞』（2006年4月10日付）